# European Nations Cup 2004-06
La European Nations Cup de la temporada 2004-06 fue la 36° temporada del segundo torneo en importancia de rugby en Europa, luego del Torneo de las Seis Naciones.

## División 1
| Lugar | Selección       | Partidos | Partidos | Partidos  | Partidos | Puntos  | Puntos    | Puntos | Tabla de puntos |
| Lugar | Selección       | Jugados  | Ganados  | Empatados | Perdidos | A favor | En contra | dif.   | Tabla de puntos |
| ----- | --------------- | -------- | -------- | --------- | -------- | ------- | --------- | ------ | --------------- |
| 1     | Rumania         | 10       | 8        | 0         | 2        | 389     | 94        | +295   | 26              |
| 2     | Georgia         | 10       | 8        | 0         | 2        | 353     | 125       | +228   | 26              |
| 3     | Portugal        | 10       | 6        | 1         | 3        | 193     | 183       | +10    | 23              |
| 4     | Rusia           | 10       | 4        | 1         | 5        | 290     | 202       | +88    | 19              |
| 5     | República Checa | 10       | 3        | 0         | 7        | 164     | 306       | −142   | 16              |
| 6     | Ucrania         | 10       | 0        | 0         | 10       | 77      | 556       | −479   | 10              |

| Bandera de Rumania |
| Campeón Rumania    |
| Noveno título      |

## División 2

### Fase 1

#### Grupo A
| Lugar | Selección | Partidos | Partidos | Partidos  | Partidos | Puntos  | Puntos    | Puntos | Tabla de puntos |
| Lugar | Selección | Jugados  | Ganados  | Empatados | Perdidos | A favor | En contra | dif.   | Tabla de puntos |
| ----- | --------- | -------- | -------- | --------- | -------- | ------- | --------- | ------ | --------------- |
| 1     | España    | 4        | 3        | 1         | 0        | 201     | 55        | +146   | 11              |
| 2     | Croacia   | 4        | 3        | 1         | 0        | 115     | 54        | +61    | 11              |
| 3     | Andorra   | 4        | 2        | 0         | 2        | 88      | 75        | +13    | 8               |
| 4     | Eslovenia | 4        | 1        | 0         | 3        | 58      | 141       | −83    | 6               |
| 5     | Hungría   | 4        | 0        | 0         | 4        | 40      | 177       | −137   | 4               |

#### Grupo B
| Lugar | Selección  | Partidos | Partidos | Partidos  | Partidos | Puntos  | Puntos    | Puntos | Tabla de puntos |
| Lugar | Selección  | Jugados  | Ganados  | Empatados | Perdidos | A favor | En contra | dif.   | Tabla de puntos |
| ----- | ---------- | -------- | -------- | --------- | -------- | ------- | --------- | ------ | --------------- |
| 1     | Alemania   | 4        | 4        | 0         | 0        | 248     | 27        | +221   | 12              |
| 2     | Moldavia   | 4        | 2        | 0         | 2        | 100     | 63        | +37    | 8               |
| 3     | Dinamarca  | 4        | 2        | 0         | 2        | 33      | 84        | −51    | 8               |
| 4     | Austria    | 4        | 2        | 0         | 2        | 42      | 101       | −56    | 8               |
| 5     | Luxemburgo | 4        | 0        | 0         | 4        | 20      | 168       | −148   | 4               |

#### Grupo C
| Lugar | Selección    | Partidos | Partidos | Partidos  | Partidos | Puntos  | Puntos    | Puntos | Tabla de puntos |
| Lugar | Selección    | Jugados  | Ganados  | Empatados | Perdidos | A favor | En contra | dif.   | Tabla de puntos |
| ----- | ------------ | -------- | -------- | --------- | -------- | ------- | --------- | ------ | --------------- |
| 1     | Bélgica      | 4        | 4        | 0         | 0        | 95      | 46        | +49    | 12              |
| 2     | Países Bajos | 4        | 3        | 0         | 1        | 133     | 53        | +80    | 10              |
| 3     | Suecia       | 4        | 2        | 0         | 2        | 76      | 98        | −22    | 8               |
| 4     | Letonia      | 4        | 1        | 0         | 3        | 63      | 103       | −40    | 6               |
| 5     | Lituania     | 4        | 0        | 0         | 4        | 56      | 123       | −67    | 4               |

#### Grupo D
| Lugar | Selección           | Partidos | Partidos | Partidos  | Partidos | Puntos  | Puntos    | Puntos | Tabla de puntos |
| Lugar | Selección           | Jugados  | Ganados  | Empatados | Perdidos | A favor | En contra | dif.   | Tabla de puntos |
| ----- | ------------------- | -------- | -------- | --------- | -------- | ------- | --------- | ------ | --------------- |
| 1     | Polonia             | 4        | 4        | 0         | 0        | 125     | 49        | +76    | 12              |
| 2     | Serbia y Montenegro | 4        | 2        | 1         | 1        | 79      | 52        | +27    | 9               |
| 3     | Malta               | 4        | 2        | 0         | 2        | 66      | 85        | −19    | 8               |
| 4     | Suiza               | 4        | 1        | 1         | 2        | 77      | 51        | +26    | 7               |
| 5     | Bulgaria            | 4        | 0        | 0         | 4        | 38      | 148       | −110   | 4               |

### Fase 2

#### Grupo A
| Lugar | Selección    | Partidos | Partidos | Partidos  | Partidos | Puntos  | Puntos    | Puntos | Tabla de puntos |
| Lugar | Selección    | Jugados  | Ganados  | Empatados | Perdidos | A favor | En contra | dif.   | Tabla de puntos |
| ----- | ------------ | -------- | -------- | --------- | -------- | ------- | --------- | ------ | --------------- |
| 1     | España       | 4        | 4        | 0         | 0        | 163     | 32        | +131   | 12              |
| 2     | Moldavia     | 4        | 3        | 0         | 1        | 87      | 96        | −9     | 10              |
| 3     | Países Bajos | 4        | 2        | 0         | 2        | 113     | 74        | +39    | 8               |
| 4     | Polonia      | 4        | 1        | 0         | 3        | 63      | 131       | −68    | 6               |
| 5     | Andorra      | 4        | 0        | 0         | 4        | 30      | 123       | −93    | 4               |

#### Grupo B
| Lugar | Selección           | Partidos | Partidos | Partidos  | Partidos | Puntos  | Puntos    | Puntos | Tabla de puntos |
| Lugar | Selección           | Jugados  | Ganados  | Empatados | Perdidos | A favor | En contra | dif.   | Tabla de puntos |
| ----- | ------------------- | -------- | -------- | --------- | -------- | ------- | --------- | ------ | --------------- |
| 1     | Alemania            | 4        | 4        | 0         | 0        | 209     | 30        | +179   | 12              |
| 2     | Bélgica             | 4        | 3        | 0         | 1        | 101     | 68        | +33    | 10              |
| 3     | Malta               | 4        | 2        | 0         | 2        | 42      | 85        | −43    | 8               |
| 4     | Croacia             | 4        | 1        | 0         | 3        | 76      | 86        | −10    | 6               |
| 5     | Serbia y Montenegro | 4        | 0        | 0         | 4        | 27      | 186       | −159   | 4               |

### Final
| 14 de mayo de 2006 | Alemania | 18 - 6 | España |  |  |

| 28 de mayo de 2006 | España | 36 - 10 | Alemania |  |  |

| Bandera de España |
| Campeón España    |

## División 3

### División 3A
| Lugar | Selección | Partidos | Partidos | Partidos  | Partidos | Puntos  | Puntos    | Puntos | Tabla de puntos |
| Lugar | Selección | Jugados  | Ganados  | Empatados | Perdidos | A favor | En contra | dif.   | Tabla de puntos |
| ----- | --------- | -------- | -------- | --------- | -------- | ------- | --------- | ------ | --------------- |
| 1     | Letonia   | 4        | 4        | 0         | 0        | 86      | 18        | +68    | 12              |
| 2     | Suecia    | 4        | 3        | 0         | 1        | 67      | 28        | +39    | 10              |
| 3     | Suiza     | 4        | 1        | 0         | 3        | 34      | 87        | −53    | 8               |
| 4     | Dinamarca | 4        | 1        | 0         | 3        | 24      | 37        | −13    | 6               |
| 5     | Austria   | 4        | 1        | 0         | 3        | 18      | 59        | −41    | 4               |

### División 3B
| Lugar | Selección | Partidos | Partidos | Partidos  | Partidos | Puntos  | Puntos    | Puntos | Tabla de puntos |
| Lugar | Selección | Jugados  | Ganados  | Empatados | Perdidos | A favor | En contra | dif.   | Tabla de puntos |
| ----- | --------- | -------- | -------- | --------- | -------- | ------- | --------- | ------ | --------------- |
| 1     | Armenia   | 4        | 4        | 0         | 0        | 141     | 42        | +99    | 12              |
| 2     | Hungría   | 4        | 2        | 0         | 2        | 67      | 64        | +3     | 8               |
| 3     | Lituania  | 4        | 2        | 0         | 2        | 94      | 69        | +25    | 8               |
| 4     | Bulgaria  | 4        | 1        | 0         | 3        | 61      | 158       | −97    | 6               |
| 5     | Eslovenia | 4        | 1        | 0         | 3        | 54      | 84        | −30    | 6               |

### División 3C
| Lugar | Selección            | Partidos | Partidos | Partidos  | Partidos | Puntos  | Puntos    | Puntos | Tabla de puntos |
| Lugar | Selección            | Jugados  | Ganados  | Empatados | Perdidos | A favor | En contra | dif.   | Tabla de puntos |
| ----- | -------------------- | -------- | -------- | --------- | -------- | ------- | --------- | ------ | --------------- |
| 1     | Noruega              | 4        | 4        | 0         | 0        | 120     | 49        | +71    | 12              |
| 2     | Luxemburgo           | 4        | 3        | 0         | 1        | 78      | 38        | +40    | 10              |
| 3     | Israel               | 4        | 2        | 0         | 2        | 97      | 52        | +45    | 8               |
| 4     | Bosnia y Herzegovina | 4        | 1        | 0         | 3        | 67      | 104       | −37    | 6               |
| 5     | Azerbaiyán           | 4        | 0        | 0         | 4        | 20      | 139       | −119   | 4               |

### División 3D
| 14 de mayo de 2006 | Grecia | 12 - 17 | Finlandia |  |  |

| 28 de mayo de 2006 | Finlandia | 27 - 0 | Grecia |  |  |